# Ндику, Калеб
Калеб Мванганги Ндику — кенийский бегун на средние дистанции, который специализируется в беге на 1500 метров. Серебряный призёр чемпионата мира среди юношей 2009 года. Двукратный чемпион мира по кроссу 2010 года в забеге юниоров в личном первенстве и командном зачёте. Чемпион мира среди юниоров 2010 года. Победитель Всеафриканских игр 2011 года. Чемпион Африки 2012 года с результатом 3.35,71. Занял 2-е место на Бислеттских играх 2012 года в беге на 1 милю.
Победитель соревнований PSD Bank Meeting 2013 года на дистанции 3000 метров с результатом 7.38,77.
3 сентября 2013 года стал победителем мемориала Ханцековича в беге на 3000 метров — 7.35,06.

## Сезон 2014 года
1 февраля стал победителем Weltklasse in Karlsruhe с результатом 7.36,27.

## Достижения на этапах Бриллиантовой лиги
- 2013:  XL Galan 3000 метров — 7.38,77
- 2013:  Herculis 1500 метров — 3.29,50